# Церква Воскресіння Христового (Кошари)
Церква Воскресіння Христового — найстаріша церква Сумської області збережена до сьогодення. Збудована на кошти Кирила Розумовського у XVIII столітті.

## Історія
Храм побудований у 1795 році на кошти гетьмана Кирила Розумовського. Є найдавнішим храмом у Сумській області, що збережений до наших днів.